# Первомайське (Багратіоновський район)
Первомайське (рос. Первомайское) — селище Багратіоновського району, Калінінградської області Росії. Входить до складу Пограничного сільського поселення. Населення — 56 осіб (2015 рік).